# Moller (cognome)
Moller è un cognome di origine danese o tedesca (rispettivamente nelle forme "Møller" e "Möller", entrambe dal significato letterale di "mugnaio") con grafia adattata alla lingua inglese; può riferirsi a:

## A
- Albin Moller (1541–1618), teologo e astrologo sorabo

## C
- Chris Moller (?), dirigente d'azienda e dirigente sportivo neozelandese

## F
- Faron George Moller (1962), informatico canadese naturalizzato britannico

## G
- Georg Moller (1784–1852), architetto tedesco
- Gertraud Moller (1641–1705), poetessa tedesca

## H
- Heinrich Moller (o Möller o Müller; 1530–1589), teologo tedesco

## J
- John Christopher Moller (pseudonimo di Johann Christoph Möller; 1755–1803), musicista statunitense
- Johann Moller (1661–1725), scrittore e storico della letteratura tedesco

## L
- Lillian Moller in Gilbreth (1878–1972), ingegnere statunitense
- Lorraine Moller (1955), atleta neozelandese

## M
- Martin Møller (1547–1606), poeta e mistico tedesco
- Mathias Peter Moller (o Möller o Møller ; 1854–1937), organista danese-americano
- Mike Moller (1962), hockeista su ghiaccio canadese
- Myra Moller (1983), ciclista neozelandese

## P
- Paul Moller (1937), inventore canadese

## R
- Randy Moller (1963), hockeista su ghiaccio canadese

## S
- Shona Moller (?), artista neozelandese
- Susan Moller Okin (1946-2004), filosofa neozelandese

## T
- Thomas Moller (1960), pittore tedesco